# Myasishchev M-101T

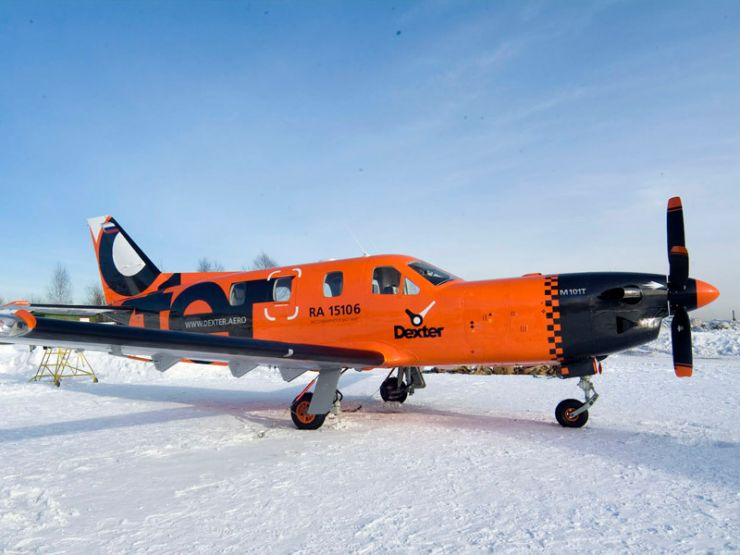
Um M-101T de taxi aéreo operado pela Dexter

O Myasishchev M-101T é uma aeronave executiva russa, projetada pela Myasishchev e construída pela Sokol design bureau em Sokol. Voou pela primeira vez em 31 de Março de 1995.

## Operadores
Russia
- Dexter (3 aeronaves). Além dessas, mais três aeronaves são operadas pela Escola de Aviação Civil de Buguruslansk.[2]

## Especificações
- Características Gerais
  - Tripulação: 1
  - Capacidade: 7 passageiros
  - Carga paga: 540 kg (1.190 lb)
  - Comprimento: 9,975 m
  - Envergadura: 13,0 m
  - Altura: 3,72 m
  - Área da Asa: 17,06 m²
  - Peso Básico: 2.016 kg (4.445 lb)
  - Peso Máximo de Decolagem (MTOW): 3.000 kg (6.614 lb)
- Grupo Moto-propulsor
  - Motorização: Walter M601F
  - Tipo do Motor: Turboélice
  - Número de Motores: 1
  - Potência: 567 kW (760 shp)
- Performance
  - Velocidade Máxima: 525 km/h (283 nós, 326 mph)
  - Velocidade de Cruzeiro: 360-450 km/h (194-243 nós, 224-280 mph)
  - Velocidade de Estol: 112-125 km/h (61-68 nós, 90-93 mph)
  - Alcance: 1.410 km (761 nm)
  - Teto Operacional: 7.600 m (24.900 pés)

## Ligações Externas
- Competição de Classes